# Hurlements (film)
Pour les articles homonymes, voir Hurlements.
Série
Hurlements 2
(1985)
Pour plus de détails, voir Fiche technique et Distribution.
Hurlements (The Howling) est un film d'horreur américain réalisé par Joe Dante et sorti en 1981. Il s'agit de l’adaptation du roman du même nom de Gary Brandner.

## Synopsis
Karen White (Dee Wallace) est journaliste de télévision à Los Angeles. Elle enquête sur un tueur en série nommé Eddie Quist (Robert Picardo). En coopération avec la police, elle prend part à un piège pour capturer Eddie en acceptant de le rencontrer dans un sex-club. Alors que Quist force la journaliste à regarder une vidéo de viol, il est abattu par les forces de l'ordre.
Karen est traumatisée et souffre d'amnésie. Son thérapeute, le docteur George Waggner (Patrick Macnee), décide de l'envoyer avec son mari Bill (Christopher Stone) dans un centre isolé à la campagne où ses patients prennent du repos, « La Colonie ». Cet endroit est rempli de personnes étranges, dont une nymphomane sensuelle nommée Marsha qui tente de séduire Bill. Ce dernier, lors d'une partie de chasse, est attaqué et mordu par un loup-garou. Changé, Bill revient vers Marsha et a une relation sexuelle avec elle. Durant leur étreinte, leurs corps se métamorphosent.
Karen, sentant son mari s'éloigner d'elle et perturbée par des hurlements la nuit, appelle à son secours son amie et collègue Terry. Celle-ci, avec son compagnon Chris, est en train d'enquêter sur Eddie Quist, dont le corps a disparu de la morgue, et fait le lien avec des légendes de loups-garous. Arrivée à la Colonie, Terry se retrouve confrontée à Eddie Quist, transformé en loup-garou, et appelle au secours Chris par téléphone avant de se faire elle-même mordre. Karen découvre le corps mutilé de son amie et retrouve Eddie Quist qui lui montre qu'il peut se transformer à volonté sous ses yeux. Avant la fin de la transformation, Karen lui lance une bouteille d'acide au visage. Chris s'étant procuré des balles d'argents arrive à la Colonie et tombe sur Eddie horriblement mutilé, celui-ci ne se doutant pas que le fusil est chargé de balles d'argents provoque Chris qui le tue.
Karen est emmenée dans une grange par le docteur Waggner et sa Colonie qui est en fait un repaire de loups-garous. Une partie du groupe menée par Marsha, sœur d'Eddie Quist, s'oppose au docteur Waggner sur son projet de civiliser les loups-garous et sur le sort réservé à Karen. Chris arrive juste à temps pour la secourir. Après avoir abattu plusieurs monstres il emmène Karen en voiture pour fuir la Colonie, pendant cette fuite elle se fait mordre. À son retour à la télévision, elle annonce l'existence des loups-garous, et le prouve en se transformant en direct, avant de se faire abattre par Chris. La scène finale montre des clients d'un restaurant routier, regardant incrédules la transformation en direct à la télévision. L'un des convives offre un steak saignant à une jeune femme qu'il vient de rencontrer, qui n'est autre que Marsha.

## Fiche technique
Sauf indication contraire, les informations mentionnées dans cette section peuvent être confirmées par la base de données cinématographiques IMDb,  présente dans la section « Liens externes ».
- Titre original : The Howling
- Titre francophone : Hurlements
- Réalisation : Joe Dante
- Scénario : John Sayles et Terence H. Winkless, d'après le roman The Howling de Gary Brandner
- Musique : Pino Donaggio
- Direction artistique : Robert A. Burns (en)
- Costumes : Jack Buehler
- Maquillages et créatures : Rob Bottin
- Photographie : John Hora (en)
- Montage : Joe Dante et Mark Goldblatt
- Production : Daniel H. Blatt, Rob Bottin, Jack Conrad, Michael Finnell et Steven A. Lane
- Sociétés de production : International Film Investors et Wescom Productions ; Embassy Pictures (coproduction)
- Sociétés de distribution : AVCO Embassy Pictures (États-Unis), UGC (France)
- Budget : 1 million de dollars[1]
- Pays de production :  États-Unis
- Langues originales : anglais, espagnol
- Format : couleur - 1.85 : 1 - 35 mm - son mono
- Genres : horreur, thriller
- Durée : 91 minutes
- Dates de sortie : 
  - France : janvier 1981 (avant-première mondiale au festival international du film fantastique d'Avoriaz) ; 21 janvier 1981 (sortie nationale)
  - États-Unis : 10 avril 1981
- Film interdit aux moins de 12 ans lors de sa sortie en France
- Affiches : Macario Gómez Quibus (Espagne), Michel Landi (France)

## Distribution
- Dee Wallace (VF : Martine Messager) : Karen White
- Patrick Macnee (VF : Jean-Claude Michel) : Dr George Waggner
- Dennis Dugan (VF : Joël Martineau) : Chris
- Christopher Stone (VF : Sady Rebbot) : R. William « Bill » Neill
- Belinda Balaski (VF : Sylvie Feit) : Terry Fisher
- Kevin McCarthy (VF : Claude Joseph) : Fred Francis
- John Carradine (VF : Georges Atlas) : Erle Kenton
- Slim Pickens (VF : Jacques Dynam) : Sam Newfield
- Elisabeth Brooks (VF : Béatrice Delfe[2]) : Marsha Quist
- Robert Picardo (VF : François Leccia) : Eddie Quist
- Margie Impert (VF : Évelyn Séléna) : Donna
- Noble Willingham (VF : Yves Massard) : Charlie Barton
- James Murtaugh (VF : Philippe Ogouz) : Jerry Warren
- Jim McKrell (VF : Jean Barney) : Lew Landers
- Kenneth Tobey (VF : Henry Djanik) : le vieux policier en patrouille
- Don McLeod (VF : Yves-Marie Maurin) : T. C. Quist (Steve en VF)
- Dick Miller (VF : Jacques Balutin) : Walter Paisley, le libraire
- Steve Nevil (VF : Thierry Bourdon) : le jeune flic en patrouille
- Bill Sorrells (VF : Yves Barsacq) : Kline
- Meshach Taylor (VF : Med Hondo) : Shantz
- Sarina C. Grant (VF : Paule Emanuele) : la prostituée
- John Sayles (VF : José Luccioni) : l'employé à la morgue (non crédité)

## Production

### Genèse et développement
Jack Conrad devait initialement écrire et réaliser le film. Il quitte cependant le projet après des différends avec le studio. Terence H. Winkless retravaille ensuite le scénario, mais son travail ne convient pas aux producteurs. La réalisation est alors confiée à Joe Dante, qui sort du succès de Piranhas (1978) pour New World Pictures. Joe Dante arrive sur le projet avec son scénariste de Piranhas, John Sayles.
Les effets spéciaux des créatures devaient initialement être effectués par Rick Baker, spécialiste du genre. Il quitte cependant le projet pour travailler sur Le Loup-garou de Londres de John Landis. Il confie cependant le travail à son protégé, Rob Bottin.
Le rôle de Marsha Quist est initialement proposé à Annette Haven, mais l'actrice trouve le scénario trop violent.

### Tournage
Le tournage a lieu en mai 1980. Il se déroule à Los Angeles (Hollywood, Hollywood Boulevard, etc.) et dans d'autres villes de Californie comme Mendocino et Westlake Village.

## Accueil
Hurlements reçoit un accueil critique plutôt favorable de la presse, recueillant 66 % de critiques positives, avec une note moyenne de 6,4/10 et sur la base de 29 critiques collectées, sur le site agrégateur de critiques Rotten Tomatoes. Les effets spéciaux sont souvent plébisicités pour leur qualité.
Le film a connu le succès commercial, rapportant environ 17 985 000 $ au box-office en Amérique du Nord pour un budget de 1 000 000 $. En France, il a réalisé 1 210 582 entrées.
La chaine américaine Bravo classe le film à la 81e place de son émission The 100 Scariest Movie Moments (« les 100 moments les plus effrayants du cinéma »).

## Distinctions
Hurlements obtient le prix du meilleur film d'horreur aux Saturn Awards 1981. Il est également nommé pour le meilleur maquillage (Rob Bottin et Rick Baker) et les meilleurs effets spéciaux (Dave Allen et Peter Kuran). Hurlements obtient par ailleurs le prix de la critique au festival international du film fantastique d'Avoriaz 1981.

## Suites
Hurlements est le premier volet d'une franchise cinématographique qui compte huit volets. Elle s'achève en 2011 avec Full Moon Renaissance.

## Clins d’œil
De nombreux personnages ont été nommés d'après les noms de réalisateurs de films de loup-garou : George Waggner (Le Loup-garou, 1941), Roy William Neill (Frankenstein rencontre le loup-garou, 1943), Terence Fisher (La Nuit du loup-garou, 1961), Freddie Francis (Le Train des épouvantes, 1965 et La Légende du loup-garou, 1975), Erle C. Kenton (La Maison de Frankenstein, 1944 et La Maison de Dracula, 1945), Sam Newfield (The Mad Monster, 1942), Charles Barton (Deux Nigauds contre Frankenstein, 1948), Jerry Warren (Face of the Screaming Werewolf, 1964) et Lew Landers (The Return of the Vampire, 1944). Par ailleurs, le film contient une petite apparition du producteur Roger Corman, qui lança la carrière de Joe Dante en produisant ses deux premiers films, et que l'on peut voir quand Karen White sort d'une cabine téléphonique. Parmi les différents caméos, on peut également citer celui de Forrest J Ackerman, fondateur de Famous Monsters of Filmland et qui apparaît dans une librairie avec deux numéros de son magazine entre les mains. Librairie d'ailleurs tenue par l'acteur Dick Miller, que l'on a pu voir dans pratiquement tous les films du cinéaste.
Dans le bureau du Dr Waggner, on peut voir une photographie de Lon Chaney Jr., un acteur connu pour avoir incarné un loup-garou dans plusieurs films Universal Monsters, comme Le Loup-garou (1941). Par ailleurs, le médecin légiste mentionne le « cas » Stuart Walker. Stuart Walker est le réalisateur de Le Monstre de Londres (1935), l'un des tout premiers films de loup-garou hollywoodien.